# 17277 Джаррідлевін
17277 Джаррідлевін (17277 Jarrydlevine) — астероїд головного поясу, відкритий 7 червня 2000 року.
Тіссеранів параметр щодо Юпітера — 3,529.